# Zaleszany (obwód grodzieński)
Zaleszany (biał. Заляшаны; ros. Залешаны) – wieś na Białorusi, w obwodzie grodzieńskim, w rejonie wołkowyskim, w sielsowiecie Wołkowysk.
W dwudziestoleciu międzywojennym leżały w Polsce, w województwie białostockim, w powiecie wołkowyskim, w gminie Biskupice.